# Grimari
Grimari est une ville de République centrafricaine située dans la préfecture de Ouaka dont elle constitue l'une des cinq sous-préfectures.

## Géographie
La localité est située sur la rive gauche de la rivière Bamba, à 307 km au nord-est de Bangui et à 77 km à l'ouest de Bambari, le chef-lieu de la préfecture de la Ouaka. Elle est traversée par la route nationale 2.
|          |         |       |
| Pouyamba | Grimari | Lissa |
|          |         |       |

## Histoire
Le 1er mars 1910, Grimari remplace Pouyamba comme chef-lieu de subdivision dans la circonscription de Kémo. Cette subdivision est rattachée à la circonscription de Bambari à partir du 1er janvier 1920. En 1930, la Société textile africaine installe une usine d'égrenage, cette société cotonnière deviendra la Cotonaf.
Après la Seconde Guerre mondiale, la réforme administrative du 16 octobre 1946, fait de Grimari un chef-lieu de district de la région de Ouaka-Kotto. Le 23 janvier 1961, la République centrafricaine indépendante, instaure la ville en chef-lieu de sous-préfecture.
Le 13 avril 2014, se déroule le premier combat de Grimari opposant Seleka et Anti-Balaka. Il est suivi le 20 avril 2014, d'un affrontement entre militaires français du GTIA Scorpion et un groupe d'Anti-Balaka.

## Administration
La sous-préfecture de Grimari est constituée des quatre communes de Grimari, Kobadja, Lissa et Pouyamba.
La commune de Grimari est constituée de vingt-deux quartiers urbains : Azoumbai, Baké Banda 1, Baké Banda 2, Béréhoya, Danga, Kakombala 1, Kakombala 2, Kassem 1, Kassem 2, Kassem 3, Kobadja, Lingou, Mambessa, Mindoukota, Mission Catholique, Ndalla 1, Ngaoda, Palla, Poubangui, Yadakoua, Yadakoua 1, Yadakoua 2. En zone rurale, elle s'étend à douze villages : Ambadé, Bakombia, Balendokpa, Malépayo, Ndala 2, Ngbaké, Ngbangayassi, Ngouli, Nibani, Ouapombo, Tinguéré-Mbi, Yabada-Siguigui.

## Éducation
La commune compte quatre écoles publiques : école Bamba à Mindikota, Sous-préfectorale à Grimari-centre Denga, Notre Dame de Liesse à Dema Langa et à Ngoulinga.

## Religion
La ville est le siège de la paroisse catholique Notre-Dame-de-la-Liesse de Grimari, elle dépend du diocèse de Bambari.

## Personnalités liées à la ville
- Ville natale du président Abel Goumba (1926-2009).